# Vilchanka (oblast de Kirovohrad)
Vilchanka (ukrainien : Вільшанка, russe : Ольшанка) est une commune urbaine de l'oblast de Kirovohrad, en Ukraine. Elle compte 4 570 habitants en 2021.